# Steel (album)
Steel är det finländska heavy metal-bandet Battle Beasts debutalbum, utgivet i april 2011 på Hype Productions och i Japan på Incubator i februari 2012. Albumet föregicks av singeln "Show Me How to Die".
Steel är Battle Beasts enda album med vokalisten Nitte Valo.
En musikvideo spelades in till "Enter the Metal World".

## Låtlista
1. "Enter the Metal World" – 4:38
2. "Armageddon Clan" – 5:08
3. "The Band of the Hawk" – 4:40
4. "Justice and Metal" – 2:38
5. "Steel" – 4:20
6. "Die-Hard Warrior" – 2:56
7. "Cyberspace" – 3:59
8. "Show Me How to Die" – 4:19
9. "Savage and Saint" – 5:40
10. "Iron Hand" – 4:04
11. "Victory" – 3:50

Bonusspår på den japanska utgåvan
1. "Stay Black" – 4:04

## Medverkande
Musiker
- Nitte Valo – sång
- Juuso Soinio – gitarr
- Anton Kabanen – gitarr, sång
- Eero Sipilä – basgitarr, bakgrundssång, berättarröst
- Janne Björkroth – keyboard, orkestrering, bakgrundssång
- Pyry Vikki – trummor

Bidragande musiker
- Netta Dahlberg – bakgrundssång
- Joona Björkroth – bakgrundssång
- Nino Laurenne – bakgrundssång

Produktion
- Nino Laurenne – producent, inspelningstekniker, mixning
- Jussi Kraft – inspelningstekniker, mixning
- Svante Forsbäck – mastering
- Roman Ismailov – omslagskonst, logotyp, grafisk formgivning, layout
- Sami Salminen – layout, grafisk formgivning